# Rose Macaulay
Rose Macaulay (Rugby, Warwickshire, 1 d'agost de 1881 — Londres, 30 d'octubre de 1958) fou una escriptora britànica. Es graduà en Història Moderna al Somerville College de la Universitat d'Oxford.
Pertanyia a l'anomenat Grup de Bloomsbury. Va escriure la seva primera novel·la, Abbots Verney, el 1906, quan vivia a Great Shelford, a prop de Cambridge. Va esdevenir anglocatòlica ardent i va mantenir una gran amistat d’infantesa amb el poeta Rupert Brooke, que la va ajudar a introduir-se a la vida literària londinenca. Es va traslladar a viure a Londres i el 1914 va publicar el seu primer llibre de poesia, The Two Blind Countries. El 1918 va conèixer el novel·lista i antic sacerdot catòlic Gerald O’Donovan, l’home casat amb qui mantindria una relació amorosa que va durar fins a la mort d’ell. La seva última novel·la i la més coneguda de totes, The Towers of Trebizond (1956), va rebre el James Tait Black Memorial Prize i va esdevenir un bestseller als Estats Units. Va ser nomenada Dame Commander de l’Ordre de l’Imperi Britànic als New Year’s Honours de 1958, però set mesos més tard moriria a casa seva, a causa d’un atac de cor.